# Rama dama
Rama Dama hoặc Ramadama (tiếng Baravia: "Đang dọn dẹp") là một tổ chức dọn dẹp, thu rác ở nơi công cộng (cả trong tự nhiên và khu dân cư) tại Bavaria, với sự tham gia một cách tự nguyện của người dân. Tổ chức được tiếp quản bởi cộng đồng, trường học, hiệp hội hoặc các ý tưởng của công dân.

## Phát động

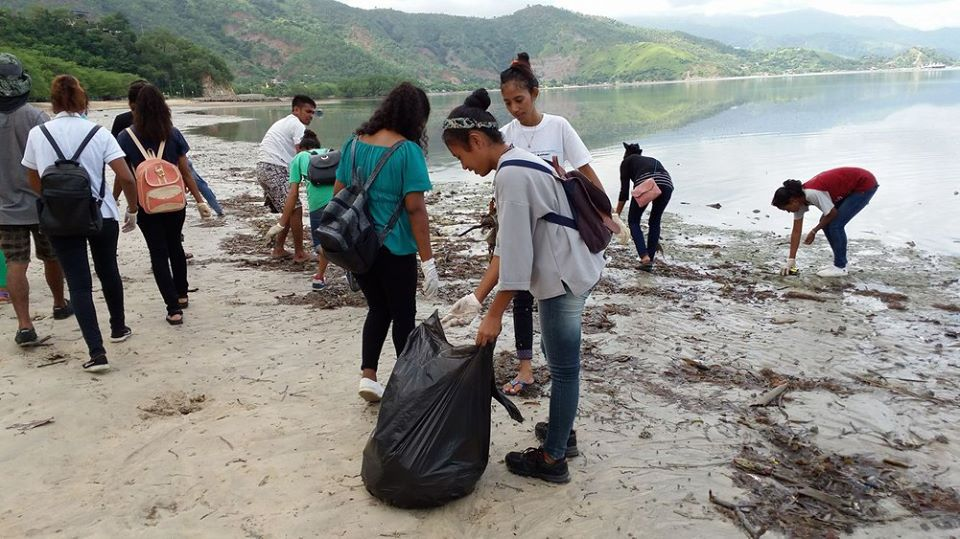
"Rama dama" tại Đông Timor

Thomas Wimmer, thị trưởng lúc đó của Munich, vào ngày 29 tháng 10 năm 1949, lần đầu tiên phát động "Rama dama". Nhằm loại bỏ những thiệt hại do chiến tranh và những tàn phá trong thành phố. Hơn 7500 tình nguyện viên đã tham gia. Wimmer cũng tham gia vào làm việc với một cái xẻng. Tổng cộng có hơn 15,000 mét khối gạch vụn đã được thu gom vào ngày hôm đó. Thuật ngữ này vẫn được coi là sự chỉ định cho sự ngăn nắp chung.
Các sự kiện tương tự đối với việc thu gom rác thải tự nguyện cũng xảy ra bên ngoài Bavaria.